# Brouwerij Cnudde

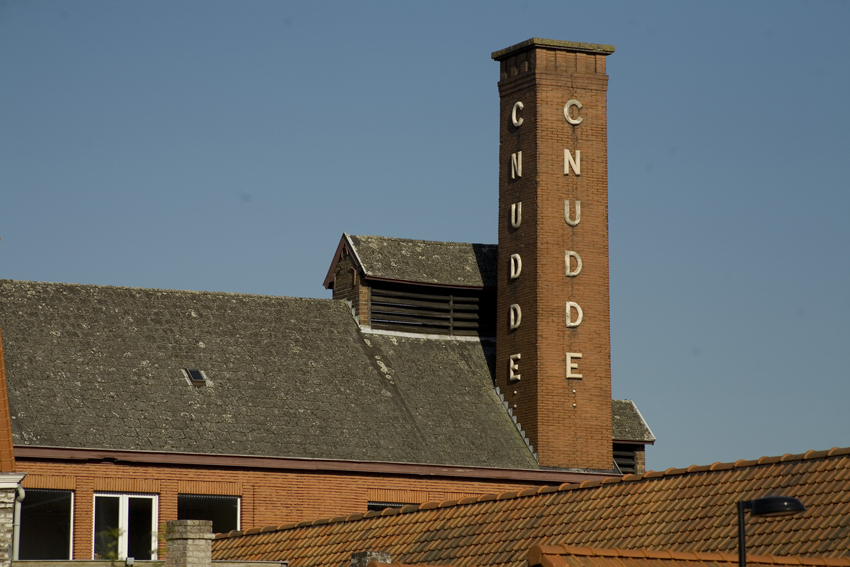
Brouwerij Cnudde

Brouwerij Cnudde is een familiale Belgische brouwerij gelegen in het Oost-Vlaamse dorp Eine, deelgemeente van de stad Oudenaarde.

## Geschiedenis
Augusts Meheus uit Aarsele huwde Stephanie De Lepeleire uit Eine en was zeepzieder in de Fabriekstraat 5. Hun twee zonen Hector Isidoor en Aimé begonnen tevens met een brouwerij. Kort na 1886 na het overlijden van Hector Isidoor stopte Aimé met de zeepziederij en werd enkel de brouwerij verder gezet.
De brouwerij Cnudde werd in 1919 gekocht door Alfons Cnudde om er de bestaande brouwerij van Hector en Aimé Meheus verder te zetten. Alfons werd in 1933 opgevolgd door zijn zoon Omer. Deze werd op zijn beurt in 1948 opgevolgd door zoon Louis. Adolf Mornie was brouwer van dienst gedurende de periode 1944 en 1948 bij de generatiewissel tussen Omer en Louis.
In 1953 werd de brouwerij verbouwd om het verouderde materiaal te vervangen. In 1988 werd het trekken op flesjes gestopt. In 2009 werd hier gedeeltelijk op teruggekomen. Vanaf 1993 is Louis op pensioen en zijn zonen Lieven, Steven en Pieter nemen de zaak over. Voor deze vierde generatie is het brouwen van bier een deeltijdse betrekking.

## Bieren
Er wordt een beperkt aantal keer per jaar gebrouwen. Ze produceren 2 bieren:
- Cnudde Oudenaards bruin
- Cnudde Bizon (met kriek).

Cnudde Oudenaards Bruin wordt ook soms het Kerkhofsop of Kerkhofbier genoemd. Lange tijd werd Cnudde Oudenaards bruin enkel geleverd per vat, zodat het moeilijk te verkrijgen was buiten Eine en omstreken. Sedert 2009 is Cnudde Oudenaards bruin ook verkrijgbaar in flessen.